# Poble Lavanda
Poble Lavanda o Lavender Town (シオンタウン, Shion Taun, Shion Town) és una localitat fictícia de Pokémon Red i Pokémon Blue. Estilitzada com una ubicació encantada, Lavender Town conté la Torre Pokemon, un indret de sepultura de Pokemon. La música de fons de Lavender Town atorga a l'indret un ambient inquietant atmosfèric que l'any 2010 despertaria la síndrome de 'Lavender Town' com a llegenda creepypasta, la qual suggeria que al voltant de 3.400 nens japonesos s'havien suïcidat després d'escoltar aquesta música.

## En els videojocs
Lavender Town és un poble que es pot visitar a Pokémon Vermell, Verd, Blau, Groc, i les seqüeles Or, Plata, Cristall i els seus remakes. Una localització que seria la llar de la "Torre Pokémon", un cementiri ple d'entrenadors de dol i centenars de làpides per als Pokémon difunts. Allà el personatge del jugador pot trobar-se amb els Pokémon de tipus fantasma Gastly i Haunter. La torre és l'únic lloc on estan disponibles per capturar-los. Durant la història de Vermell, Verd, Blau i Groc, el jugador utilitzarà l'objecte Silph Scope per fer front al Pokémon de tipus fantasma. S'implica que el poble està perseguit per l'esperit dels Pokémon morts, en particular un Marowak, assassinat per l'equip Rocket, que buscava el seu Cubone orfe. Aquesta història s'amplia al remake Pokémon: Let's Go, Pikachu! i Let's go, Eevee! Lavender Town és la primera trobada del jugador amb el concepte de la mort de Pokémon. És una de les poques ciutats de Kanto que no inclou gimnàs.
La Torre Pokémon va ser substituïda per la "Torre de ràdio Kanto" a Pokémon Or i Plata. Lavender Town també és la llar del "Name Rater", que permet als jugadors canviar el sobrenom dels seus Pokémon, i una residència geriàtrica per als Pokémon abandonats.
La Torre Pokémon apareix a l'episodi "La Torre del Terror", el 23è episodi de la primera temporada de la sèrie d'anime Pokémon, quan Ash, Misty i Brock busquen Pokémon de tipus fantasma per a la batalla del gimnàs contra Sabrina. Lavender Town també apareix a les sèries de manga Pokémon Adventures i The Electric Tale of Pikachu. En el primer, és explícitament la llar de les tombes de molts Pokémon.
La Torre Pokémon també és l'escenari principal del segon episodi de Pokémon Origins, en el qual es mostra la història del Cubone orfe.

## Música

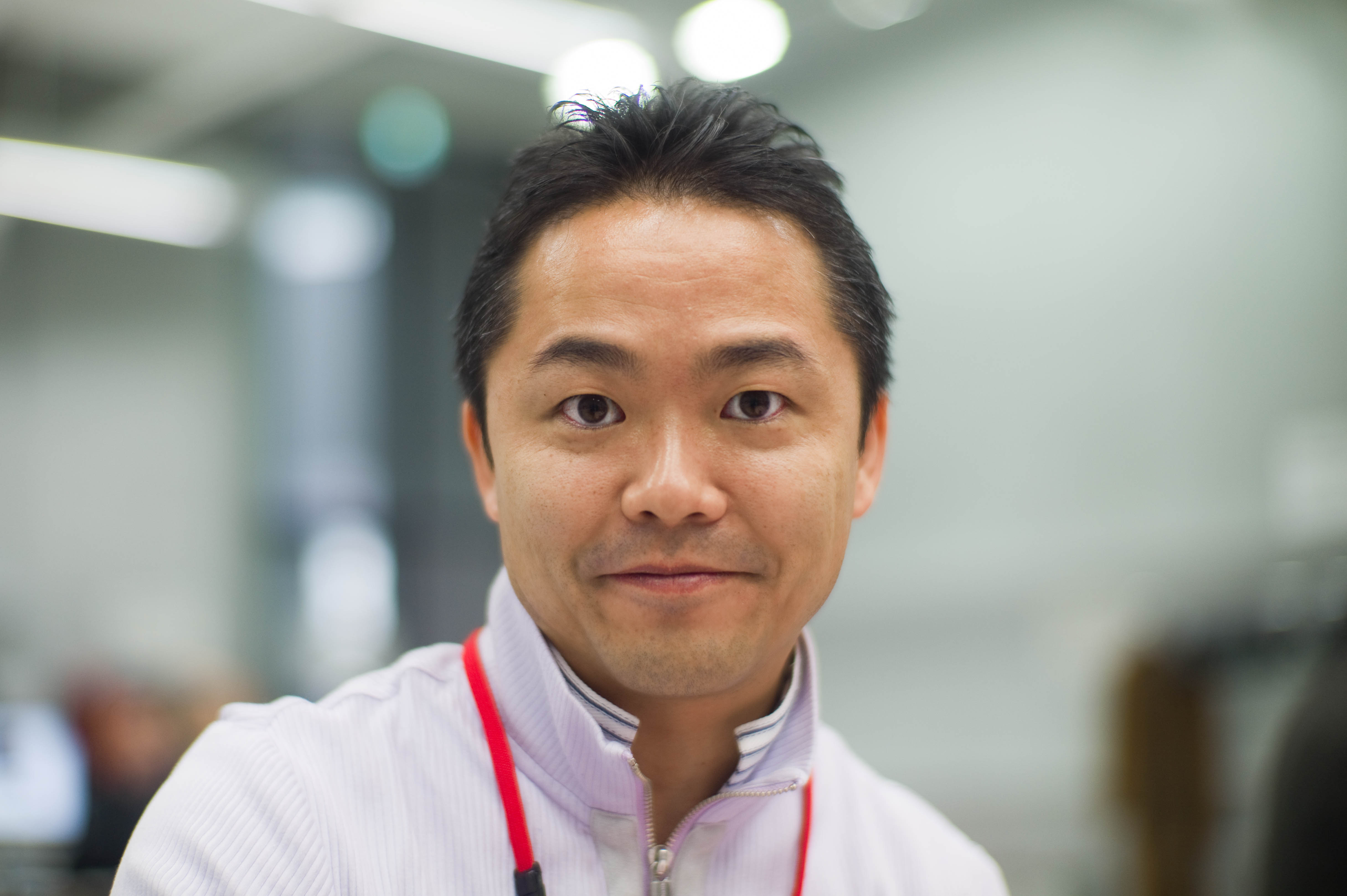
Junichi Masuda va ser responsable de la música dels jocs, inclòs Lavender Town.

La música de fons de chiptune de Lavender Town a les versions Pokémon Red, Blue, Green i Yellow ha despertat molt d'interès perquè alguns oients la troben inquietant. L'any 2012, Brittany Vincent de Bloody Disgusting la va enumerar com la segona cançó de videojocs més terrorífica i va afirmar que la "melodia enganyosament tranquil·la..." de Lavender Town ocupa un lloc destacat a les llistes de records de la infància terrorífics de la majoria dels jugadors. La música de Lavender Town, composta per Junichi Masuda, és deliberadament atonal i combina sons aguts de chiptune amb "una cavalcada d'acords discordants" per crear una atmosfera estranya. Shubhankar Parijat de GamingBolt va incloure la cançó a la seva llista de bandes sonores esgarrifoses en jocs que no siguin de terror. Jay Hathaway de Gawker va afirmar que deixar la música en bucle pot causar una "vaga sensació de por". Kevin Knezevic de GameSpot la va descriure com "una de les característiques més inoblidables de la zona".
En les versions de Pokémon Gold, Silver i Crystal (i en els seus remakes Pokémon HeartGold i SoulSilver), el tema musical de Lavender Town es va recompondre a un to més alegre, ja que, segons la història del joc, la Torre Pokémon va ser enderrocada i substituïda per la Torre de ràdio Kanto. A YouTube s'han fet moltes remixes del tema. Es va tornar a gravar per a l'esdeveniment de Halloween de Pokémon Go de 2017, 2019 i 2020.
El tema original de Pokémon Vermell, Blau, Verd i Groc és en mi menor i es reprodueix a 126 pulsacions per minut.

## Teories i històries dels fans
Una malaltia inventada va ser batejada com "Lavender Town Syndrome" (o també "Lavender Town Tone, Lavender Town Conspiracy i Lavender Town Suicides") i la història original es va fer viral després de ser difosa a llocs web d'interès general com 4chan. Diverses persones han afegit detalls per fer que la història sigui més convincent amb el pas del temps, com ara fotografies d'imatges de fantasmes i Pokémon Unown (escrivint el missatge "fuig") a les sortides d'⁣espectrogrames de la música de Lavender Town. Algunes versions afirmen que el director dels jocs, Satoshi Tajiri, volia que el to del joc "molestés" els nens en lloc de fer mal, mentre que altres afirmen que Nintendo estava en col·laboració amb el govern japonès.

### Recepció
Jessie Coello de TheGamer la va descriure com "una de les històries creepypasta més esgarrifoses i infames de la ficció en línia". Mark Hill de Kill Screen va afirmar que l'atractiu de la llegenda de la síndrome de Lavender Town "prové de corrompre un símbol tan innocent de la infància". Patricia Hernández de Kotaku va creure que una de les raons per les quals la creepypasta de Lavender Town "és tan eficaç" és que la melodia del tema és "autènticament esgarrifosa". També va assenyalar que els suïcidis que tenien lloc al Japó van ser un element important per preservar el misteri, ja que la verificació de fets requeriria un domini del japonès. Nadia Oxford de Lifewire va fer comparacions amb "Dennō Senshi Porygon", un episodi de la sèrie d'anime Pokémon que va provocar a centenars d'espectadors japonesos, la majoria nens, reaccions semblants als símptomes de l'epilèpsia i alguns va provocar convulsions, afirmant que les seves conseqüències "proporcionen una base sòlida per al mite de Lavender Town". Scott Baird de TheGamer va creure que la història estava "clarament inspirada" en l'esdeveniment. Matt Rooney d'⁣IGN el va seleccionar com una de les millors llegendes urbanes dels videojocs.

### Blue's Raticate
El personatge del jugador pot lluitar contra el seu rival, el Blau, a la Torre Pokémon. Els aficionats a la sèrie han observat que Blue's Raticate, un Pokémon que utilitza per a totes les batalles fins a aquell moment, o de la lluita a SS Anne, no apareix en aquesta lluita ni en els enfrontaments posteriors, i que Blue comença el seu enfrontament amb el jugador per exclamar: "Els teus Pokémon no semblen morts! Almenys puc fer-los desmaiar!" Això va fer que els fans especulessin que el Pokémon de Blue havia mort en una batalla anterior i que en Blue va venir a la Torre Pokémon per enterrar i plorar el seu Raticate.

## Recepció i llegat
Eurogamer va descriure Lavender Town com una "ubicació destacada" als jocs originals de Pokémon, ja que és una de les poques ubicacions de la franquícia que tracta el fet que el Pokémon "bo i afectuós" podria morir. Rani Baker, escrivint per a Grunge, va especular que aquesta "revelació" és la raó per la qual molts es van veure afectats. Cian Maher de Bloody Disgusting va dir que l'escenari era "infame": "estrany, estrany i profundament inquietant". Va elogiar la versió reinventada de Pokémon: Let's Go, Pikachu! i Anem, Eevee! James Troughton de TheGamer la va anomenar "una de les zones més fosques de la sèrie", mentre que Jessie Coello, va declarar que "va donar a llum algunes de les tradicions més inquietants vinculades a la franquícia". Patricia Hernández va escriure que "no puc pensar en una sola cosa a Pokémon més inquietant que Lavender Town". Caroline O'Donoghue de The Guardian va destacar Lavender Town com un exemple de l'estil únic de narració d'històries "meitat escrit i eufemístic" de la sèrie Pokémon.
El 2018, es va fer una línia de merxandatge sobre Lavender Town.